# Paul Myners, Baron Myners

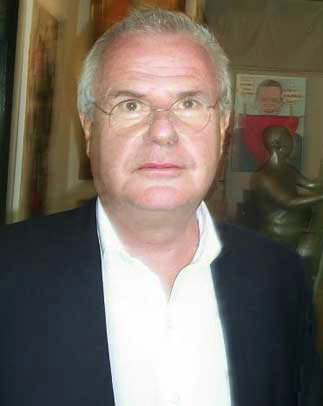
Paul Myners, Baron Myners

Paul Myners, Baron Myners CBE (* 1. April 1948; † 16. Januar 2022) war ein britischer Manager und Politiker der Labour Party, der ab 2008 als Life Peer Mitglied des House of Lords war. Im Juni 2016 übernahm er das Amt des sechsten Chancellors der University of Exeter von seiner Vorgängerin Floella Benjamin.

## Leben

### Lehrer, Journalist und Manager
Nach dem Besuch der Truro School absolvierte Myners, der als Kleinkind von einem Ehepaar aus Cornwall adoptiert wurde, ein Lehramtsstudium an der Universität London, das er mit einem Certificate in Education mit Auszeichnung abschloss. Anschließend wurde er 1971 von der Bildungsverwaltung von Inner London als Lehrer im London Borough of Wandsworth eingestellt, wechselte jedoch 1973 als Journalist in die Finanz-Redaktion der Tageszeitung The Daily Telegraph.
Ein Jahr darauf wurde er 1974 Manager bei der Investmentbank N M Rothschild & Sons und stieg dort zuletzt zum Vorstandsmitglied auf. 1985 wechselte er als Chief Executive Officer (CEO) zum Vermögensverwaltungsunternehmen Gartmore Investment Management plc und war zugleich zwischen 1987 und 2001 dessen Vorstandsvorsitzender. Daneben war er Mitglied der Aufsichtsräte von Unternehmen wie PowerGen plc, English & Scottish Investors Ltd, Orange plc sowie der Bank of New York. Zugleich war er von 1996 bis 2000 Vorstandsvorsitzender der National Westminster Bank und fungierte daneben auch als Vorsitzender der Aufsichtsräte der Guardian Media Group seit 2000, von Marks & Spencer zwischen 2004 und 2006, der Land Securities Group plc seit 2007 sowie der Aspen Insurance Holdings Ltd. Ferner war er seit 2001 Mitglied des Aufsichtsrates von mm02.
Myners, der für seine Verdienste in der Finanzwirtschaft 2003 Commander des Order of the British Empire wurde, war seit 2004 Vorsitzender des Beirates der Tate Gallery und seit 2005 Mitglied des Direktoriums der Bank of England. Nachdem er einige Zeit Vorsitzender der Prüfungskommission des Schatzamtes (Treasury) für institutionelle Investitionen war, ist er seit 2006 Vorsitzender der Kommission für den Mindestlohn (Low Pay Commission) sowie seit 2007 Vorsitzender der Verwaltung für persönliche Lieferkonten (Personal Accounts Delivery Authority) gewesen.

### Oberhausmitglied undFinancial Services Secretary
Durch ein Letters Patent vom 16. Oktober 2008 wurde Myners, der Fellow der Royal Society of Arts war, als Life Peer mit dem Titel Baron Myners, of Truro in the County of Cornwall, in den britischen Adelsstand erhoben. Kurz darauf erfolgte am 21. Oktober 2008 seine Einführung als Mitglied des House of Lords. Im Oberhaus gehörte er zur Fraktion der Labour Party.
Kurz darauf wurde er noch im Oktober 2008 von Premierminister Gordon Brown auf das neu geschaffene Amt eines Sekretärs für Finanzdienstleistungen (Financial Services Secretary) in das Schatzamt berufen und bekleidete dieses Amt bis zum Ende von Browns Amtszeit im Mai 2010. Auf dem Höhepunkt der Bankenkrise 2008 entwarf Lord Myners, gemeinsam mit der damaligen Parlamentarischen Unterstaatssekretärin im Ministerium für Wirtschaft, Unternehmen und Regulationsreformen (Department for Business, Enterprise and Regulatory Reform) Shriti Vadera, Baroness Vadera, ebenfalls im Oktober 2008 einen Rettungsplan für die britischen Banken. Vorbild hierfür war das Modell einer Rekapitalisierung der Banken, das Anfang der 1990er Jahre in Schweden erfolgreich angewandt worden war.
Lord Myners, der zeitweise auch Vorsitzender der Vereinigung der Investmentunternehmen war, engagierte sich ferner als Vorsitzender des Investitionsausschusses von Lloyd’s of London und war außerdem von 1995 bis 2004 Mitglied des Finanzberichtsrates (Financial Reporting Council) sowie der Beiräte des London Symphony Orchestra sowie des National Maritime Museum in Falmouth. Darüber hinaus war er auch Trustee der Royal Academy of Arts sowie der Glyndebourne Festival Opera.